# René Schwall
René Schwall est un skipper allemand né le 28 janvier 1971 à Kiel.

## Carrière
René Schwall obtient une médaille de bronze olympique de voile en classe Tornado (catamaran) aux Jeux olympiques d'été de 2000 de Sydney.